# Caerphilly (autoridad unitaria)
Caerphilly ([kɑːɨrˈfɪli] en galés: Caerffili) es una autoridad unitaria en el condado histórico de Glamorgan, en Gales (Reino Unido). Es asimismo una ciudad dormitorio situada al norte de Cardiff y Newport.
Limita al occidente con el condado de Rhondda Cynon Taf, al oriente con el de Torfaen, al noroccidente con el de Merthyr Tydfil, al nororiente con el de Blaenau Gwent y al norte con el de Powys.
En su territorio se encuentra el Castillo de Caerphilly, cuya construcción fue crucial en la historia de Gales.

## Localidades
- Aberbargoed
- Abercarn
- Abertridwr
- Abertysswg
- Argoed
- Bargoed
- Blackwood
- Caerphilly
- Cwmfelinfach
- Deri
- Fochriw
- Hengoed
- Llanbradach
- Machen
- Markham
- Nelson
- Newbridge
- New Tredegar
- Pen-twyn
- Pontllan-fraith
- Pontlottyn
- Rhymney
- Risca
- Wattsville
- Ynysddu
- Ystrad Mynach[3]